# محوطه کره دوشان
محوطه کره دوشان مربوط به سده‌های میانه ومتاخر دوران‌های تاریخی پس از اسلام است و در شهرستان سنقر، بخش مرکزی، روستای چوگان واقع شده و این اثر در تاریخ ۱۲ تیر ۱۳۸۴ با شمارهٔ ثبت ۱۲۰۴۰ به‌عنوان یکی از آثار ملی ایران به ثبت رسیده است.